# USNS Millinocket (T-EPF-3)
USNS Millinocket (T-EPF-3) — експедиційний швидкісний транспорт, третій в серії з 14 суден типу «Spearhead» які будуються на верфі компанії Austal USA в місті Мобіл, штат Алабама, на замовлення ВМС США відповідно до контракту, укладеного в листопаді 2008 року.

## Будівництво
У жовтні 2011 року були розпочаті підготовчі роботи з будівництва корабля. 25 квітня 2012 року на корабельню був доставлений з Module Manufacturing Facility (MMF) перший з 43 блоків, з яких був зібраний корабель. 3 травня 2012 відбулася церемонія закладки кіля. 30 травня 2012 року секретар ВМС США Рей Мабус повідомив, що корабель отримає ім'я «Millinocket» ( «Міллнокет») на честь міста  Міллнокет, штат Мен. 13 грудня 2013 року завершилися заводські ходові випробування. Церемонія хрещення відбулася 20 квітня 2014 року. Хрещеною матір'ю стала Карен Гордон Міллз, глава Управління у справах малого підприємництва США. Введено в експлуатацію 21 березня 2014 року.

## Служба
4 травня 2018 року судно прибуло з візитом в порт Макасар, Індонезія. З 4 по 9 травня взяло участь у багатонаціональних навчаннях  поблизу острова Ломбок, Індонезія, в яких взяло участь понад 30 країн.
6 листопада 2021 року взяв участь у Cooperation Afloat Readiness and Training (CARAT), щорічніх двосторонніх навчаннях разом з ВМС Індонезії які проходили в Яванському морі.